# Paynesville, Minnesota
Paynesville är en ort i Stearns County i Minnesota. Vid 2010 års folkräkning hade Paynesville 2 432 invånare.